# John C. B. Firth
John Charles Bradley Firth (Idsworth, 8 agosto 1894 – Blyth, 23 agosto 1931) è stato un aviatore inglese.
Il maggiore John Charles Bradley Firth, insignito della Military Cross, è stato un Asso dell'aviazione della prima guerra mondiale britannico accreditato con 11 vittorie aeree di cui 2 nella campagna sul fronte italiano.

## Biografia
Firth è nato a Idsworth, nell'East Hampshire, come secondo figlio di John Bradley Firth ed Emily Harriet (nata Ellison), di Bishops Sutton nel City of Winchester. Suo nonno era Mark Firth, produttore di acciaio, filantropo ed ex sindaco di Sheffield.

### Prima guerra mondiale
Dopo aver servito come cadetto nell'Officers' Training Corps, Firth fu assegnato come sottotenente temporaneo il 29 agosto 1914.
Firth era un luogotenente della Shropshire Light Infantry quando venne nominato Flying officer il 17 aprile 1917 e trasferito alla Lista generale del Royal Flying Corps. Assegnato al No. 45 Squadron RFC come pilota di Sopwith 1½ Strutter, ha ottenuto la sua prima vittoria il 12 luglio 1917; ha aiutato a sconfiggere un caccia tedesco Albatros D.III mettendolo fuori controllo nella Battaglia di Messines. Dieci giorni dopo, ne costringeva un altro ad abbassarsi sopra Menen. Lo squadron si è quindi attrezzato con i Sopwith Camel; Firth volerà su questo aereo per le sue rimanenti nove vittorie.
Continuò a forzare in picchiata un aereo da ricognizione a due posti Albatros nella Battaglia di Passchendaele il 25 settembre 1917. Il giorno dopo, abbatte un Albatros D.III nelle stesse vicinanze.
L'8 ottobre 1917 Firth fu nominato Flight commander, con una promozione di accompagnamento al capitano temporaneo. Ha colpito un Albatros D.III il 26 ottobre diventando un Asso dell'aviazione. Il 31 ottobre, lui e Peter Carpenter hanno condiviso l'abbattimento di un aereo da ricognizione tedesco. Ha ottenuto tre vittorie "fuori controllo" nel mese di novembre per concludere l'anno 1917 con nove vittorie. Lo Squadron n. 45 si è poi trasferito nel teatro italiano.
Il secondo giorno del nuovo anno, Firth condivise l'abbattimento di un aereo da ricognizione nemico a est di Conegliano divenendo un doppio asso. Il 18 febbraio 1918 fu insignito della Military Cross per i suoi eroismi. In varie occasioni, durante un periodo di due mesi, ha completamente distrutto due aerei nemici e ne ha abbattuto altri sette, i quali, a ragione del modo in cui sono stati osservati nell'andare a terra, sono stati probabilmente tutti resi inutili per un ulteriore servizio. Ha dato un esempio eccellente come capo pattuglia e ha mostrato molta abilità e coraggio.
Firth vincerà ancora una volta, forzando un Albatros D.V su Ceggia il 27 marzo 1918. Il 4 settembre 1918, Firth fu promosso a maggiore temporaneo mentre era iscritto alla Central Flying School come istruttore.
Fu anche insignito della Medaglia di Bronzo al Valor Militare italiano il 2 novembre 1918.

### Il dopoguerra
Il 14 febbraio 1919 Firth fu trasferito nell'elenco dei non occupati della Royal Air Force. Il 29 aprile 1919 sposò la figlia di un ministro, Ruth Ellen [Eleanor] Hodgson, alla Cattedrale di Winchester.
Al momento della morte di Firth, il 23 agosto 1931, era in attività come produttore di acciaio e risiedeva a Spital House, Blyth, Nottinghamshire, Worksop, Nottingham.